# Свято-Петро-Павловская церковь и монастырь василиан (Березвечье)
Петропавловская церковь и базилианский монастырь — бывшее культовое сооружение в местечке Березвечье (ныне Глубокое), памятник виленского барокко. Церковь не сохранилась, в монастырских корпусах располагается тюрьма. Историко-культурная ценность республиканского значения.

## История

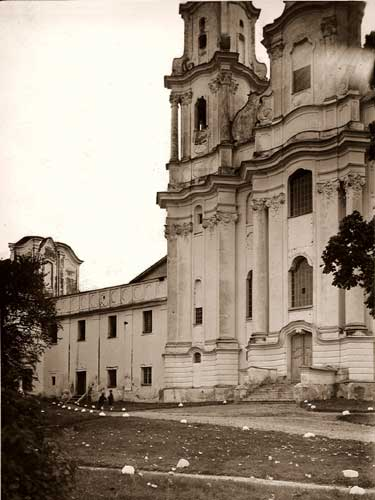
Гарнизонный костел Корпуса Охраны Пограничья, Леонард Рачицкий, 1930-е гг.

После расторжения унии в 1839 году монастырский комплекс был передан в 1847 году православному мужскому монастырю, просуществовавшему до 1874 года, позже в нём разместился женский православный монастырь. Ценные документы и акты двухвекового существования монастыря и школы были утеряны. Библиотека, в которой было много книг на разных языках, была разграблена. В 1919 году церковь перешла к католикам, а в монастырском здании размещался польский Корпуса Охраны Пограничья.

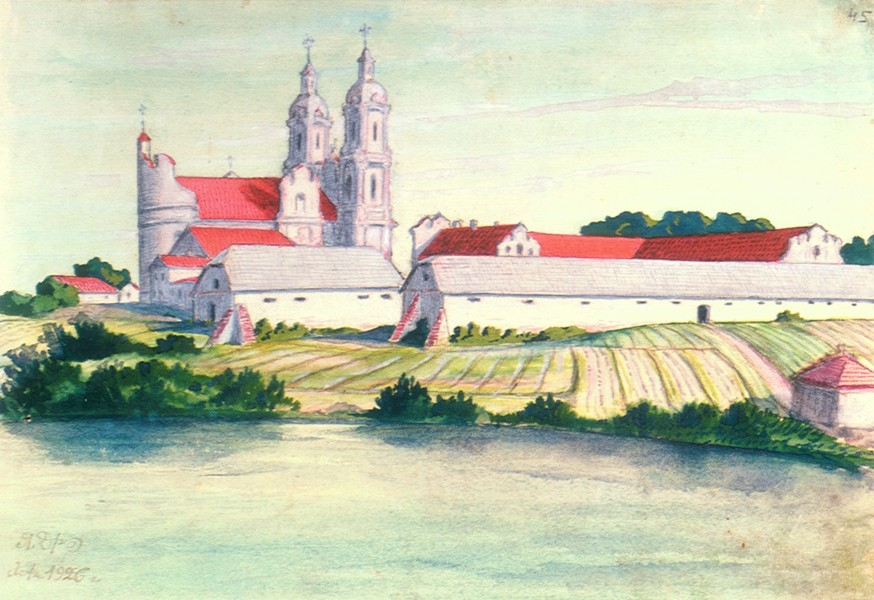
Березвечьеский монастырь, Я. Дроздович, 1926 г.

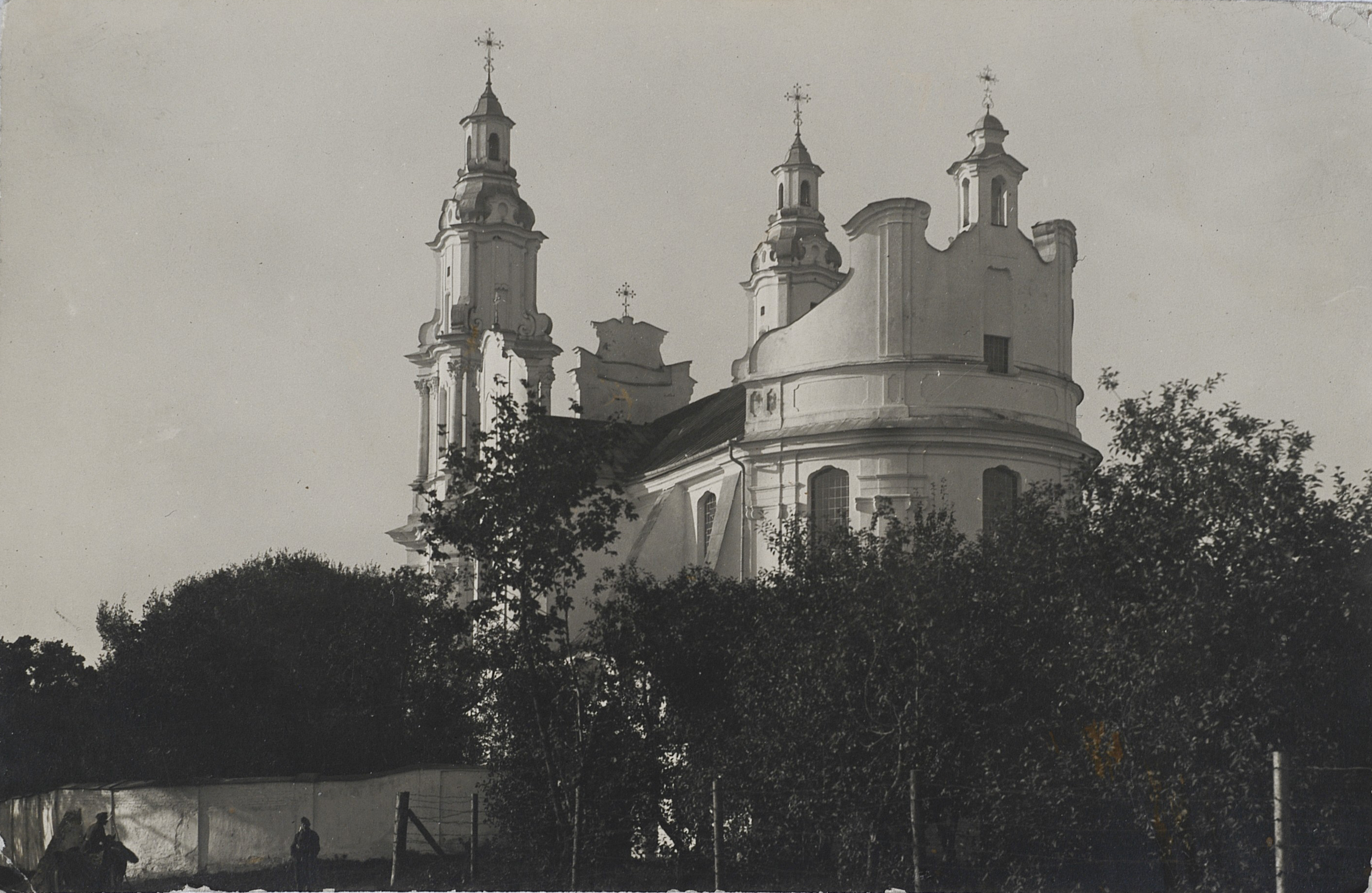
Березвечьский костёл около 1934 года, фото Ежи Дулевича

В 1930-е гг. произошла реставрация комплекса бывшего василианского монастыря, а также проведен его обмеры и фотофиксация. Активное участие в этом принимали Ф. Рущиц, Я. Булгак, Ю. Клос, А. Ромер и другие. После объединения Западной Белоруссии и БССР, с конца 1939 года по июнь 1941 года, в стенах монастыря располагалась политическая пересыльная тюрьма НКВД, а после Великой Отечественной войны и до нашего времени — тюрьма строгого режима. Церковь была частично повреждена во время войны, и в 1950—1960-е годы разрушена советскими властями .

## Архитектура
Петропавловская церковь в Березвечье в стиле виленского барокко представляла собой трехнефную базилику с трансептом и двухбашенным главным фасадом . Храм имел нетрадиционную ориентацию на север, был словно обращен лицом к солнцу, которое, выясняя волнистую поверхность главного фасада, раскрывала качестве его пластической формы . При общей традиционности структуры архитектурный образ сооружения смелый и новаторский. Широкий центральный неф с полукруглым алтарным завершением посередине пересекается равным с ним по высоте трансептам также с закругленными торцами. В Березвечьской церкви план в верхнем сечении соответствовал форме равностороннего греческого креста, что было данью униатскому происхождению церкви. В результате создавалось впечатление, что трансепт нетрадиционно сдвинут в сторону главного фасада .

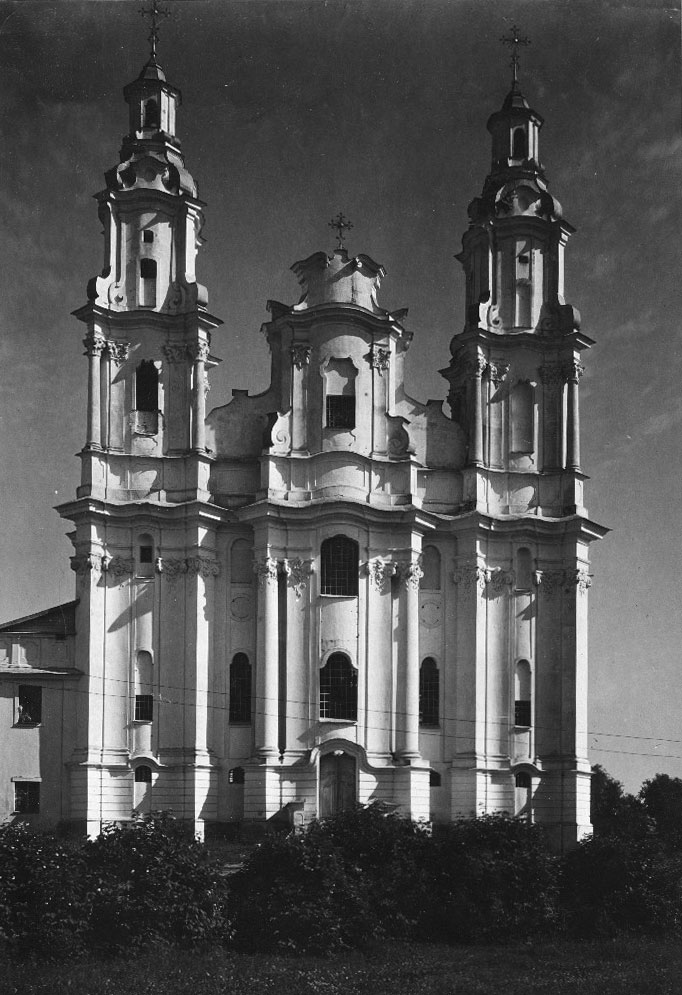
Главный фасад церкви

Двускатная крыша на закругленных торцах завершался выпуклыми фронтонами с пластичным трехлепестковым очертанием. Фигуративный барочный фронтон на конце центрального нефа, в отличие от униатского Софийского собора в Полоцке, где он был впервые использован в 1738—1750 годах, более полно разработаны и многоплановый. Подобные фигурные фронтоны имелись и на торцах монастырских зданий.
Скульптурная пластичность архитектуры храма сочеталась с конструктивной логикой, совершенным использованием приемов оптической корректировки художественного образа. Один из польских исследователей отмечал, что фасад церкви «с его пульсирующим нервным ритмом выпукло-вогнутых акцентов преобладает по художественной выразительности над традиционными плоскими и узорчатыми схемами, которые были многочисленны в Центральной Европе до конца XVIII века». Главный южный фасад березвецкой церкви был решен как волнистая, струящийся, многогранный театральный задник, заслонявший от зрителя общую тектонику храма. Конструктивно строение фасада соответствовало плоскому притвору, ширина которого равна четырем башням, симметрично расположенным по бокам. Необычайная красочность фасада, тонкая игра света и тени на его поверхности достигались довольно простыми средствами .
Колонны и пилястры были развернуты осями под углом 45 градусов к плоскости фасада, что и придавало ему пространственную иллюзорную выпукло-вогнутую строение. Благодаря этому приему, при солнечном освещении тонкие нюансы собственных и падающих теней под солнечным светом .
Трехъярусные башни имели телескопическую структуру, особое стройность и величие. На церковной башне висели большие часы, которые звонили каждые 15 минут и каждый час .
Двухэтажный корпус монастыря был соединен с 2 церковными зданиями, поблизости находился большой сад с аллеями. Хозяйственные застройки приспособлен для большого хозяйства. Работали винокуренный завод, 2 мельницы. Для церковных служителей было построено 12 деревянных домов .

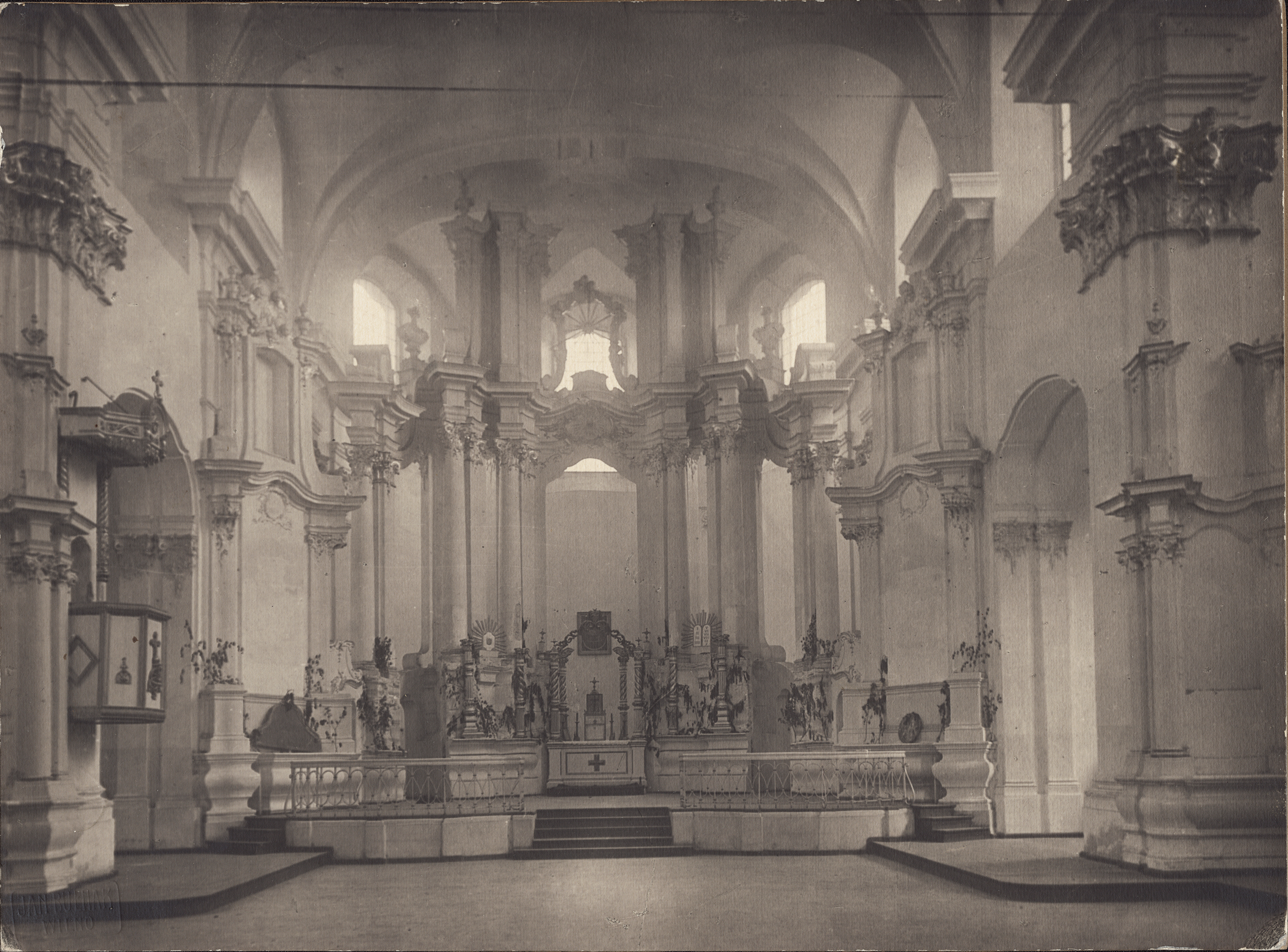
Интерьер церкви, Ю. Булгак, 1930-е гг.

Чрезвычайная внимание уделено изящному рисунку фронтонов, завершению башен, волют и капителей. Интерьер отличался цельностью, четким распределением декоративных средств и компактностью. Небольшие боковые нефы композиционно подчинены короткому, но широкому центральному нефу, завершавшемуся кирпичной алтарной перегородкой. Перегородка состояла из двух ярусов динамически сгруппированных колонн, соединённых разбросанным антаблементом .